# Réforme des retraites
 (septembre 2023).
Sont regroupés sous l'expression « réformes des retraites » ou « lois retraites » les ajustements paramétriques du système de retraite par répartition d'un État.

## En France

### Allongement de la durée de cotisation (1993)
La réforme Balladur des retraites de 1993, du nom du Premier ministre Édouard Balladur, qui a mené la deuxième cohabitation de 1993 à 1995, est l'une des plus importantes de l'histoire de la retraite en France et des systèmes de retraite en Europe. Elle a été menée par le gouvernement Édouard Balladur, dont Nicolas Sarkozy était le ministre du Budget.
Complétée en 2003 par la loi du 21 août 2003 portant réforme des retraites, la réforme a principalement consisté à allonger la durée de cotisation nécessaire pour bénéficier d'une retraite à taux plein ou sans décote et le nombre des « meilleures années » prises pour calculer le montant de la pension.

### Extension de l'augmentation de la durée de cotisation aux fonctionnaires (2003)
La loi du 21 août 2003 portant réforme des retraites, dite « loi Fillon sur les retraites », est une réforme du régime des retraites de base conduite en 2003 par François Fillon (alors Ministre des Affaires sociales), qui a modifié le système de la retraite en France.
Cette loi étend la réforme Balladur des retraites de 1993 à la fonction publique, mais ne concerne pas les retraites complémentaires ni les retraites cadres, mais les retraites portant sur la part des revenus inférieurs au plafond de la Sécurité Sociale (la tranche A) soit 3 086 € mensuels en 2013. Elle a été conçue selon Jacques Chirac dans une optique annoncée de sauvegarde de la retraite par répartition. Ses principales dispositions incluent un allongement de la durée de cotisation, des incitations à l'activité des « seniors » et la mise en place d'un système de retraite par capitalisation individuel, le PERP, à l'image de ce qu'ont prévu la plupart des systèmes de retraite en Europe. Ayant suscité un important mouvement social en 2003, elle est encore critiquée en 2007 comme ayant été insuffisante pour assurer la pérennité du système.

### Augmentation de l'âge minimum de liquidation de pension (2010)
La réforme des retraites en France en 2010 consiste en un ensemble de mesures révisant le régime des retraites, dont la principale est de repousser de deux ans l'âge minimum de liquidation de pension. La réforme vise à préserver l'équilibre financier du système français de retraites par répartition.
La réforme est présentée au Parlement le 7 septembre 2010 par le ministre du Travail, de la Solidarité et de la Fonction publique Éric Woerth, dix mois après communication du document d'orientation aux partenaires sociaux. Elle occasionne alors un important mouvement social. Après avoir été votée par les assemblées, la loi est finalement validée par le Conseil constitutionnel le 9 novembre 2010 et promulguée le lendemain.

### Augmentation de la durée de référence et des taux de cotisation (2014)
La réforme des retraites en France de 2013-2014 consiste en un ensemble de modifications paramétriques du système de retraite français réalisées pendant la mandature de François Hollande, et portées par la ministre des Affaires sociales et de la Santé Marisol Touraine. La réforme, matérialisée par la loi no 2014-40 du 20 janvier 2014 et par un ensemble de textes règlementaires, inscrit dans la loi une trajectoire d'augmentation de la durée de référence du système de retraite jusqu'à 43 annuités, créé des droits supplémentaires (création du compte pénibilité, élargissement des modalités de validation de trimestres de retraite, mise en place de dispositifs de mutualisation inter-régimes, etc.) et augmente les taux de cotisations salariale et employeur ; elle affiche une volonté de préserver l'équilibre financier du système français de retraites par répartition en visant à combler un déficit prévu alors à vingt milliards d'euros en 2020.

### Projet de réforme Philippe (2020)
La réforme des retraites de 2020 en France est un projet de loi porté par le gouvernement Philippe visant à refondre en profondeur le système de retraite français. Cette réforme est pour partie dans le programme électoral du président de la République, Emmanuel Macron, qui s'est inspiré d'économistes français favorables aux retraites par points. Elle repose sur la promesse de ne toucher ni à l'âge de départ ni au montant des pensions. Ce projet de réforme propose trois transformations principales : l'institution d'un régime de retraite dit « universel » remplaçant les 42 systèmes existants ; la mise en relation directe théorique du montant de la retraite avec les cotisations versées (système à points) ; la mise en place de mesures ayant pour but affiché d'améliorer les retraites des plus défavorisés s'ils font une carrière complète.
Par rapport aux réformes précédentes (1993, 2003, 2010, 2013) de nature « paramétrique », c'est-à-dire visant à ajuster le système existant, la réforme de 2020 vise à remettre à plat un système de retraite supposément devenu progressivement inadapté (réforme systémique) et s'inscrit dans un mouvement qui a débuté il y a une vingtaine d'années.
Le chantier est engagé avec la nomination en septembre 2017 de Jean-Paul Delevoye comme Haut-commissaire à la réforme des retraites ; en juillet 2019, ce dernier remet au Premier ministre un rapport de préconisations devant inspirer le projet de loi.
Les objectifs annoncés de la réforme sont de simplifier un système complexe, de le rendre plus juste et de faciliter son adaptation aux changements structurels (croissance, rapport actifs/retraités…), afin de pouvoir maintenir dans le futur un équilibre des entrées et des sorties. Proche de l'équilibre en 2018 (déficit de 2,9 milliards d'euros), les comptes pourraient se dégrader jusqu'à un montant plafond en 2030 compris entre 7,9 et 17,2 milliards d'euros.
La réforme rencontre une forte opposition pendant des mois de grèves et manifestation de la part des principaux syndicats et qui se renouvellera lors du mouvement social de 2023. La contestation porte en grande partie sur le report de l'âge de départ à la retraite à taux plein (64 ans au lieu de 62 ans), la remise en cause des avantages des fonctionnaires et des adhérents des régimes spéciaux, et l'instauration d'un système à points jugé inégalitaire. Les négociations entreprises avec maintes catégories professionnelles (policiers, personnel navigants, etc.) mettent au jour les ambiguïtés du terme universel revendiqué par la réforme. En effet dans ce cas, s'il indique que le nouveau régime s'applique à tous, cela n'implique pas que tous soient soumis aux mêmes règles. Dans un avis, le Conseil d'État préfère parler d'un système universel de retraite par points composé de régimes différenciés.
Le 16 mars 2020, Emmanuel Macron annonce la suspension de cette réforme avec la prise de mesures de confinement dans le cadre de la pandémie de Covid-19. Élisabeth Borne présente un nouveau projet de réforme des retraites en janvier 2023.

### Augmentation de l'âge légal de départ (2023)
La réforme des retraites en France de 2023 consiste en un ensemble de mesures révisant le système de retraite français réalisées pendant la mandature d'Emmanuel Macron, et portées par la Première ministre Élisabeth Borne et le ministre du Travail Olivier Dussopt, dont le report de l'âge légal de la retraite à soixante-quatre ans est présenté comme le phare. Après un parcours législatif complexe et un mouvement social massif, la loi est validée par le Conseil constitutionnel le 14 avril 2023 et promulguée le jour même.
L’objectif principal annoncé par le gouvernement est la pérennité de la retraite par répartition, ainsi que la suppression de la cotisation sur la valeur ajoutée des entreprises (CVAE) à partir de 2024, soit un coût de 8 milliards d'euros par an, et d'autres baisses d’impôts. La pertinence de cette réforme, son efficacité et ses conséquences sociales en termes de redistribution des revenus ou des richesses sont néanmoins analysées de façon divergente par les économistes,.
Le projet de loi rencontre une très forte opposition de la part de l'ensemble des syndicats, qui constituent la première intersyndicale depuis 2010, d'une majorité de Français, ainsi que de la NUPES, du RN et de LIOT. Il bénéficie d'un soutien mitigé des organisations patronales et de certains députés LR. Les groupes de la majorité relative à l'Assemblée nationale soutiennent la réforme, avec toutefois quelques divisions en leur sein. Au terme de la première lecture à l'Assemblée nationale, le texte est envoyé sans vote au Sénat le 17 février, du fait de la procédure législative utilisée par le gouvernement (47-1). Après une première adoption par le Sénat le 12 mars, la commission mixte paritaire rend ses travaux le 15 mars, et après une seconde adoption par le Sénat dans la matinée du 16 mars, la Première ministre Élisabeth Borne annonce l’engagement de la responsabilité de son gouvernement sur le texte au titre de l’article 49 alinéa 3 de la Constitution afin de faire adopter définitivement le projet de loi. Le 17 mars, deux motions de censure sont déposées pour censurer le gouvernement et le projet de loi. Elles sont rejetées après leur examen le 20 mars après-midi. En conséquence, le projet de loi est considéré comme définitivement adopté.
Le 20 mars, le Conseil constitutionnel est saisi d’une initiative parlementaire référendaire au titre de l’article 11 pour l’organisation d’un référendum législatif visant à « affirmer que l’âge légal de départ à la retraite ne peut être fixé au-delà de 62 ans ». Les 21, 22 et 23 mars, le Conseil constitutionnel est saisi de la loi de financement rectificative de la sécurité sociale pour 2023 par la Première ministre, par deux recours présentés par plus de soixante députés et par un recours présenté par plus de soixante sénateurs. Le 14 avril 2023, il rend sa décision en validant un grand nombre de propositions du projet de loi (dont le départ à 64 ans) mais censure l'index seniors. Le Conseil constitutionnel rejette également la demande de référendum d'initiative partagée. La loi est aussitôt promulguée.